# Consiliu militar
Un consiliu militar este o formă de organizare militară a unui consiliu în care se regăsesc reprezentanți ai diferitelor ramuri, aripi, facțiuni sau grupări.
Termenul de „consiliu militar” s-a aplicat grupărilor organizatorice ale ofițerilor cu grad înalt din armatele europene ale secolului al XIX-lea în perioadele conceperii planurilor strategice sau operaționale, dar și structurilor create în Armata Roșie sovietică până în 1947.

## Exemple de consilii militare
- Consiliul Militar pentru Justiție și Democrație, organismul politic suprem din Mauritania;[1][2]
- Consiliul Militar al Salvării Naționale, un grup militar care a administrat Polonia în perioada legii marțiale, între 1981 și 1983;[3]
- Sovietul Militar Revoluționar, autoritatea militară supremă a Rusiei bolșevice și apoi a Uniunii Sovietice, între 1918 și 1934;
- Consiliul Militar de Tranziție, un consiliu creat să conducă Sudanul și care a funcționat între aprilie 1985 și aprilie 1986;
- Consiliul Shura al Revoluționarilor din Benghazi, coaliție militară islamistă creată în Benghazi, în iunie 2014, în timpul Războiului Civil Libian;
- Consiliile militare ale Forțelor Democratice Siriene, organisme militare regionale înființate în 2016 de Forțele Democratice Siriene;[4][5][6]